# Pelle Jensen
Pelle Ingemar Jensen (* 24. Mai 1992 in Hamburg) ist ein deutscher ehemaliger Fußballspieler, der als rechtsfüßiger Defensivspieler insbesondere als Innenverteidiger eingesetzt wurde.

## Karriere

### Jugend in Rostock
Jensen kam im Alter von fünf Jahren mit seinen Eltern in den Raum Rostock, wo er sich 1998 erstmals dem Fußball widmete; er schloss sich der SG Warnow-Papendorf aus Papendorf an. Bereits zwei Jahre später wechselte Jensen zum Lokalrivalen Hansa Rostock, dessen sämtliche Jugendabteilungen er im Folgenden durchlief. So gehörte Jensen auch zum Kader der Rostocker B-Jugend, als diese in der Spielzeit 2007/08 als Gründungsmitglied in der neu gegründeten B-Jugend-Bundesliga teilnahm. Dabei gehörte Jensen mit 23 von 26 möglichen Einsätzen zu den Leistungsträgern seines Teams und machte so auch den Deutschen Fußball-Bund auf sich aufmerksam, für dessen U-16-Auswahl er am 29. Mai 2008 in einem Freundschaftsspiel gegen Frankreich erstmals eingesetzt wurde, wobei er mit seinem Vereinskollegen Tommy Grupe die Innenverteidigung der deutschen Mannschaft bildete.
In der folgenden Spielzeit 2008/09 der B-Jugend-Bundesliga kam Jensen jedoch verletzungsbedingt zu lediglich acht Einsätzen und wurde aus diesem Grund auch nicht mehr für die Nationalmannschaft berücksichtigt. Zur Folgesaison 2009/10 rückte Jensen dann in die A-Jugend des Vereins und somit in die A-Junioren-Bundesliga auf, wo er unter Trainer Michael Hartmann zu insgesamt 16 Einsätzen kam. In diesen empfahl sich Jensen erneut für die Nationalmannschaften des DFB, so dass er für die U-18-Auswahl insgesamt fünf Einsätze bestritt, in denen er die Mannschaft teils als Mannschaftskapitän anführte. Mit Rostock erreichte er zugleich die Meisterschaft der A-Jugend-Bundesligastaffel Nord/Nordost und damit die Qualifikation für die Endrunde um die Deutsche Jugendmeisterschaft. Verletzungsbedingt kam er jedoch weder in den Halbfinals gegen Mainz, noch im Finale gegen Leverkusen zum Einsatz, welches Hansa durch einen 1:0-Sieg den ersten nationalen Jugendtitel seit der Wiedervereinigung einbrachte.

### Anfänge bei Hansa Rostock
2010/11 spielte Jensen zunächst weiterhin in der U-19-Bundesliga für Rostocks A-Jugend, die nun durch Roland Kroos betreut wurde, und rückte zusätzlich in die U-19-Auswahl seines Landes auf. Als jedoch in der Profimannschaft des Vereins, die 2010/11 als Zweitliga-Absteiger in der 3. Liga spielte, mit Matthias Holst und Stephan Gusche die etatmäßige Innenverteidigung verletzungsbedingt ausfiel, wurde der zu diesem Zeitpunkt 18-Jährige Jensen zusammen mit dem 17-Jährigen Tom Trybull in den Kader der Profis unter Trainer Peter Vollmann berufen. Während Trybull kurz darauf auch sein Debüt in der dritten Liga bestritt, kam Jensen dort zunächst aber nicht zum Einsatz und besetzte lediglich die Auswechselbank der Hanseaten. Um dennoch Spielpraxis im Herrenbereich zu sammeln, wurde er daraufhin am 7. November 2010 für Hansas Reservemannschaft aufgeboten, die 2010/11 unter Axel Rietentiet in der fünftklassigen Oberliga Nordost antrat. Für die Profimannschaft spielte Jensen, der weiterhin auch zum Kader der Rostocker U-19 zählte und mit dieser unter anderem das Finale des DFB-Junioren-Vereinspokals 2010/11 erreichte, erstmals im Landespokal Mecklenburg-Vorpommern: im Achtelfinale gegen den Rostocker FC am 23. Februar 2011 wurde er über die volle Spielzeit eingesetzt. Seinen zweiten Einsatz für die Profimannschaft, die mittlerweile den direkten Wiederaufstieg in die 2. Bundesliga erreicht hatte, absolvierte Jensen dann allerdings im Ligabetrieb, als er am 14. Mai 2011 im letzten Saisonspiel gegen Ahlen eingewechselt wurde.
Im Juni 2011 bestand Jensen das Abitur an der Christophorusschule Rostock mit der Gesamtnote 1,0. Im sportlichen Bereich sollte seine Entwicklung im folgenden Jahr jedoch weniger erfolgreich verlaufen: Während der gesamten Zweitliga-Spielzeit 2011/12 absolvierte Jensen anfangs unter Trainer Vollmann, dann unter dessen Nachfolger Wolfgang Wolf keinen Pflichtspiel-Einsatz für Rostocks Profimannschaft und lief stattdessen ausschließlich für die Reservemannschaft in der Oberliga auf. Einige Medien berichteten daraufhin, dass der Grund für Jensens Nichtberücksichtigung im Profiteam in einem möglichen Wechsel zur TSG 1899 Hoffenheim zum Sommer 2012 gelegen habe, welcher im Frühjahr 2012 kolportiert worden war. Während die Zweitliga-Mannschaft zum Saisonende den umgehenden Wiederabstieg in die 3. Liga hinnehmen musste, wurde Jensen mit der Reservemannschaft des F.C. Hansa aber immerhin noch Meister der Oberliga-Nordost-Staffel Nord in der Spielzeit 2011/12.

### Jensen bei 1899 Hoffenheim
Im Mai 2012 gab 1899 Hoffenheim die Verpflichtung Jensens für die zweite Mannschaft des Vereins bekannt, welche 2012/13 in der viertklassigen Regionalliga spielt. Dort gehörte er sofort als Innenverteidiger zur Stammelf.
Am 10. November 2012, dem 11. Spieltag der Bundesliga-Saison 2012/13, kam Jensen zu seinem ersten Einsatz in der ersten Mannschaft in der Bundesliga, als er im Auswärtsspiel gegen Fortuna Düsseldorf (1:1) in der Startelf stand. Grund hierfür waren die Verletzungen von vier Innenverteidiger der ersten Mannschaft. In der Folge rückte Jensen fest in den Profikader auf. Auch im folgenden Heimspiel gegen den VfL Wolfsburg gehörte er zur Startformation und absolvierte seinen zweiten und letzten Bundesligaeinsatz. Er rückte wieder in die zweite Mannschaft und eine persönliche Leidenszeit begann. Wegen schwerer Verletzungen in beiden Sprunggelenken verbrachte Jensen fast ein Jahr in der Reha, mit dem Profifußball schloss er ab. Nach Auslaufen seines Vertrages in Hoffenheim 2016 beendete er seine Aktivenkarriere und begann an der Universität München ein Medizinstudium.